# 92 Undina
A 92 Undina a Naprendszer kisbolygóövében található aszteroida. Christian Heinrich Friedrich Peters fedezte fel 1867. július 7-én.